# Palm Desert
Palm Desert ist eine Stadt im Riverside County im US-Bundesstaat Kalifornien, Vereinigte Staaten. Das U.S. Census Bureau hat bei der Volkszählung 2020 eine Einwohnerzahl von 51.163 ermittelt. Das Stadtgebiet hat eine Größe von 69,966 km². 23 km östlich von Palm Springs und 196 km östlich von Los Angeles gelegen, gehört Palm Desert dem Coachella Valley an.
Seit 1980, als die Stadt noch 11.801 Einwohner hatte, hat sich ihre Bevölkerungszahl mehr als vervierfacht. Palm Desert gilt als Winterrückzugsort für Rentner und Unternehmer aus kälteren Regionen in den östlichen und nördlichen USA oder auch Kanada. Diese sogenannten „Snowbirds“ lassen die Einwohnerzahl jeden Winter um ungefähr 31.000 steigen. In den letzten Jahren zogen jedoch auch verstärkt ganzjährige Bewohner aus den Küsten- und Metropolregionen Kaliforniens nach Palm Desert, angelockt von niedrigen Preisen für hochwertige Wohnungen.

## Demografie
Nach der Volkszählung 2010 hatte Palm Desert 48445 Einwohner. Die Bevölkerungsdichte war 692,4 km2. Der Anteil der weißen Bevölkerung betrug 39957 (82,5 %), es gab 875 (1,8 %) Schwarze, 1647 (3,4 %) waren Asiaten, es gab 249 (0,5 %) Indianer. 11038 (22,8 %) Menschen waren ohne Berücksichtigung ihrer Race hispanisch.
Nach der Volkszählung 2010 lebten 48137 Menschen (99,4 % der Bevölkerung) in Privathaushalten. Es gab 23117 Haushalte, davon enthielten 4253 (18,4 %) Kinder unter 18. 10253 Haushalte (44,4 %) waren verheiratete Ehepaare, 2177 (9,4 %) hatten ein weibliches Haushaltsmitglied ohne einen Mann, 811 (3,5 %) hatten ein männliches Haushaltsmitglied ohne eine Frau. Es gab 1227 (5,3 %) verschiedengeschlechtliche nichteheliche Partnerschaften. 7948 Haushalte (34,4 %) waren Einpersonenhaushalte, 4370 (18,9 %) waren Einpersonenhaushalte mit einer mehr als 65 Jahre alten Person.  Die Durchschnittsgröße der Haushalte war 2,65.
7534 Menschen (15,6 %) waren unter dem Alter von 18, 3333 (6,9 %) Menschen waren zwischen 18 und 24, 8731 Menschen (18 %) waren zwischen 25 und 44, 12924 Menschen (26,7 %) waren zwischen 45 und 64, 15923 Menschen (32,9 %) waren 65 oder älter.

## Geografie
Palm Desert liegt im zentralen Riverside County im südöstlichen Teil Kaliforniens. Es grenzt im Nordwesten an den Ort Thousand Palms, im Westen an Rancho Mirage, im Südosten an Indian Wells sowie im Osten an La Quinta und Bermuda Dunes; im Süden und Norden grenzt Palm Desert teilweise an gemeindefreies Gebiet.
Palm Desert ist eine principal city der Metropolitan Statistical Area (MSA) Riverside–San Bernardino–Ontario mit rund 4,6 Millionen Einwohnern.
Die nördliche Stadtgrenze wird durch die Interstate 10 markiert. Außerdem endet in Palm Desert die aus dem Orange County kommende California State Route 74. Sie trifft in Palm Desert auf die California State Route 111.
Palm Desert gehört dem Coachella Valley an, das ein Teil der Colorado-Wüste ist, die wiederum zur größeren Sonora-Wüste gehört. Die Stadt hat 48.445 Einwohner (Stand: 2010) und erstreckt sich auf eine Fläche von 69,966 km², von der 69,437 km² Landfläche sind. Die Bevölkerungsdichte beträgt somit 697,7 Einwohner pro km² und ist vergleichsweise niedrig. Das Rathaus von Palm Desert befindet sich auf einer Höhe von 68 m, jedoch variieren die Höhen innerhalb des Stadtgebiets; so liegt der ehemals von Sanddünen bedeckte Norden tiefer, während die Hänge im Süden des Ortes 91 bis 270 Meter hoch liegen.
Nördlich der Interstate 10 liegt Sun City Palm Desert. Hierbei handelt es sich um eine nicht zu Palm Desert gehörende, gemeindefreie Gated Community. Von 1991 bis 1996 hieß die Siedlung Sun City Palm Springs.

### Klima
Das Klima Palm Deserts wird von der Umgebung stark beeinflusst. Seine Lage zwischen drei hohen Gebirgen in einem nach Süden abfallenden Tal führt zu einem einzigartigen, zu jeder Jahreszeit warmen Klima; die Winter gelten sogar als die wärmsten in den westlichen USA. Weiterhin ist das Klima arid. Die durchschnittliche jährliche Höchsttemperatur beträgt 32  °C, die Tiefsttemperatur 17  °C. Im Sommer sind jedoch auch Temperaturen über 42  °C üblich, in seltenen Fällen können auch 49  °C erreicht werden. Selbst in Sommernächten liegt die Tiefsttemperatur noch bei 28  °C. Die Höchstwerte am Tag liegen im Winter zwischen 23 und 29  °C. Der durchschnittliche jährliche Niederschlag liegt unterhalb von 130 mm, die Zahl der Sonnentage bei über 348 pro Jahr. Die durchschnittliche Jahrestemperatur von 24,3  °C macht Palm Desert zu einem der wärmsten Orte der Vereinigten Staaten. Die höchste jemals in Palm Desert gemessene Temperatur stammt vom 6. Juli 1905 und betrug 52  °C. Umliegende Berge im Süden von Palm Desert lassen ein Mikroklima mit warmen Winternächten entstehen. Die University of California besitzt in diesem Gebiet Wetterstationen als Teil ihres Projektes im Boyd Deep Canyon Reserve.
|                       | Jan  | Feb  | Mär  | Apr  | Mai  | Jun  | Jul  | Aug  | Sep  | Okt  | Nov  | Dez  |   |       |
| Mittl. Tagesmax. (°C) | 19,8 | 21,6 | 24,1 | 28,0 | 32,3 | 37,4 | 39,7 | 39,1 | 36,3 | 31,1 | 24,3 | 19,7 | ⌀ | 29,5  |
| Mittl. Tagesmin. (°C) | 10,2 | 11,7 | 13,0 | 15,5 | 18,7 | 22,8 | 26,2 | 26,4 | 24,3 | 20,2 | 14,3 | 10,2 | ⌀ | 17,8  |
|                       |      |      |      |      |      |      |      |      |      |      |      |      |   |       |
| Niederschlag (mm)     | 21,6 | 21,6 | 14,0 | 3,8  | 1,8  | 0,5  | 11,2 | 15,2 | 13,2 | 6,1  | 11,2 | 17,5 | Σ | 137,7 |

| 10,2 |

| 11,7 |

| 13,0 |

| 15,5 |

| 18,7 |

| 22,8 |

| 26,2 |

| 26,4 |

| 24,3 |

| 20,2 |

| 14,3 |

| 10,2 |

| 10,2 |

| 11,7 |

| 13,0 |

| 15,5 |

| 18,7 |

| 22,8 |

| 26,2 |

| 26,4 |

| 24,3 |

| 20,2 |

| 14,3 |

| 10,2 |

## Geschichte
Ursprünglich war das heutige Palm Desert als Old MacDonald Ranch bekannt, ehe es in den 1920er Jahren in Palm Village umbenannt wurde; Grund für die Namensänderung war der Anbau von Dattelpalmen. Lokale Historiker gehen davon aus, dass die meisten Einwohner vor 1950 Cahuilla-Indianer vom inzwischen ausgestorbenen Stamm San Cayetano waren, die Farmarbeit betrieben.
Die erste größere Entwicklung erlebte die Siedlung, als im Jahr 1943 in der Nähe ein Lager der United States Army eingerichtet wurde. Hier entstand später ein gehobenes Einkaufsgebiet namens „El Paseo“, das dem Rodeo Drive in Beverly Hills ähnelt. 1948 begann die „Palm Desert Corporation“ damit, Immobilien zu errichten, und im Jahr 1951 erhielt die Stadt ihren heutigen Namen.
Mit damals nur 1500 dauerhaften Einwohnern wurde Palm Desert am 26. November 1973 zu einer unabhängigen city ernannt. Danach wurde Palm Desert als Planstadt in der Wüste mit dem Ziel, sich von Palm Springs bis nach Indio zu erstrecken, vergrößert.
Viele Prominente besitzen Häuser in Palm Desert, darunter Rita Rudner, Ralph Waite, Michelle Wie und Bill Gates. Auch die Filmproduzenten Jerry Weintraub und Robert Velo nennen Palm Desert ihr zweites Zuhause.
Seit 1996 gibt es ein Informationszentrum des Santa Rosa and San Jacinto Mountains National Monument in der Stadt.

## Politik
Palm Desert ist Teil des 28. Distrikts im Senat von Kalifornien, der momentan vom Demokraten Ted Lieu vertreten wird, und des 42. Distrikts der California State Assembly, vertreten vom Republikaner Brian Nestande. Des Weiteren gehört Palm Desert Kaliforniens 36. Kongresswahlbezirk an, der einen Cook Partisan Voting Index von R+1 hat und vom Demokraten Raul Ruiz vertreten wird.

### Städtepartnerschaften
Palm Desert unterhält oder unterhielt Partnerschaften mit den folgenden Städten:
| Australien      | Wollongong (Australien)        |
| Israel          | Haifa (Israel)                 |
| Kanada          | Osoyoos (Kanada)               |
| Mexiko          | La Paz (Mexiko)                |
| Mexiko          | Zihuatanejo (Mexiko)           |
| Neuseeland      | Gisborne District (Neuseeland) |
| Papua-Neuguinea | Port Moresby (Papua-Neuguinea) |
| Südafrika       | Port Elizabeth (Südafrika)     |
Daneben bestehen Austauschprogramme mit Ketchikan (Alaska) und Concepción (Chile).

## Museum
Seit März 2012 hat die Stadt ein Satellite Museum des Palm Springs Art Museum der Nachbarstadt Palm Springs. Die Eröffnungsausstellung trug den Titel: Rodinto Now - Modern Sculpture.

## Söhne und Töchter der Stadt
- Nick Oliveri (* 1971), Bassist bei der Band Kyuss (bis 1995), danach bei Queens of the Stone Age (bis 2004)
- Josh Homme (* 1973), Gitarrist bei der Band Kyuss (bis 1995), danach u. a. Sänger, Gitarrist, Songwriter und Produzent bei Bands wie Queens of the Stone Age, Them Crooked Vultures und Eagles of Death Metal
- David Wachs (* 1980), Filmschauspieler, Filmproduzent und Filmkomponist
- Kyle Gritters (* 1983), Radrennfahrer
- Desirae Krawczyk (* 1994), Tennisspielerin
- Jenna Ortega (* 2002), Schauspielerin